# Gałka muszkatołowa

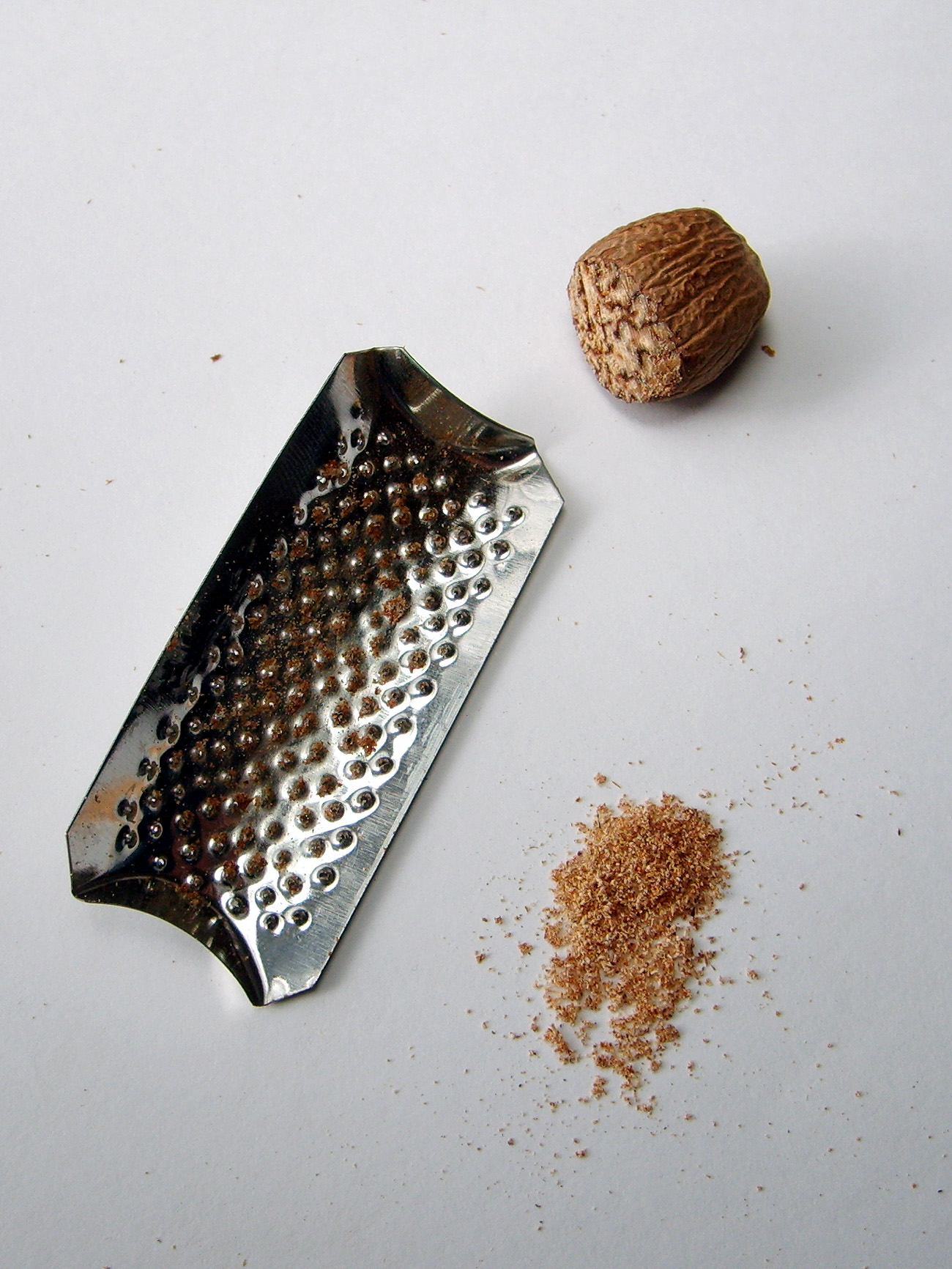
Gałka muszkatołowa – (prawie) w całości i sproszkowana – oraz tarka do jej ścierania

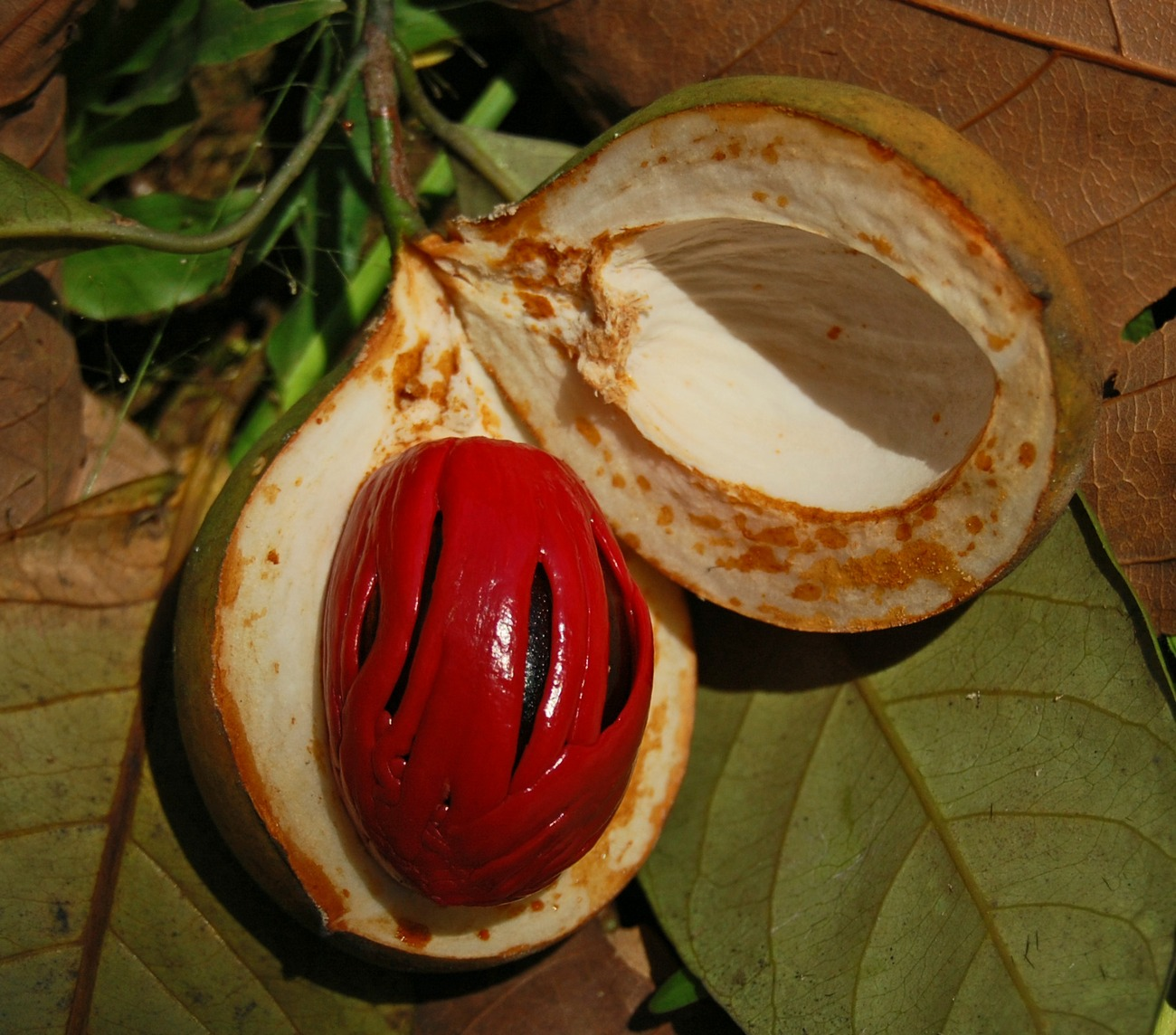
Owoc muszkatołowca korzennego: nasiono otoczone jest fioletowoczerwoną osnówką.

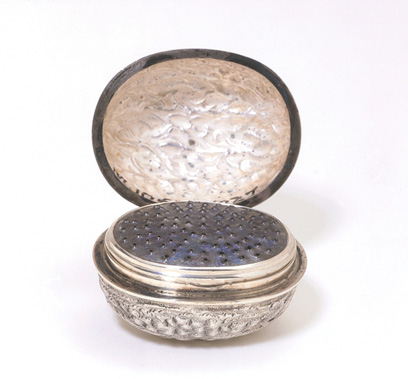
Tarka do gałki muszkatołowej z początku XIX wieku

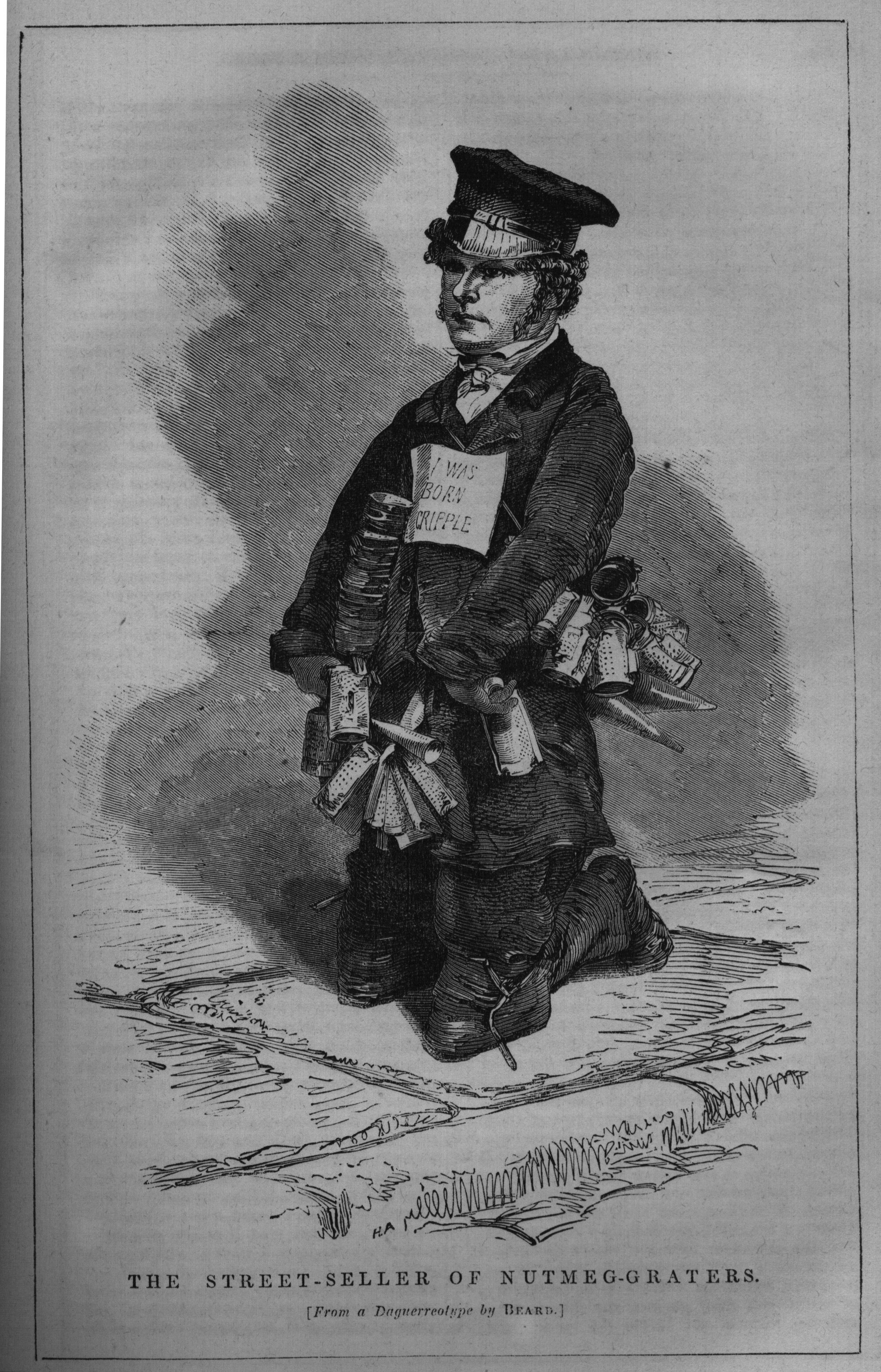
Uliczny sprzedawca tarek do gałki muszkatołowej (ilustracja z 1851 roku)

Gałka muszkatołowa, gałka muszkatowa (Semen Myristicae) – przyprawa korzenna otrzymywana z suszonych nasion muszkatołowca korzennego (Myristica fragrans).

## Charakterystyka
Gałka muszkatołowa w postaci użytkowej jest jądrem nasiona o kształcie owalnym (długości 20–35 mm i średnicy 15–25 mm), masie 5–10 g, barwy jasno- do ciemnobrunatnej i powierzchni pomarszczonej siatkowato. Dawniej do oferty handlowej trafiała po traktowaniu mlekiem wapiennym nadającym jej białawą powłokę, przez co zwana była orzechami muszkatołowymi. Pod względem botanicznym jest to część nasiona pozbawiona łupiny, składająca się głównie z bielma, resztek obielma i drobnego zarodka, znajdującego się pod lekko wypukłym znaczkiem (hilum). Podstawowym składnikiem gałki (do 40%) jest tłuszcz zwany masłem lub balsamem muszkatowym, który w znacznej części składa się z trójglicerydu kwasu mirystynowego (mirystyny). Do 16% gałki stanowi olejek eteryczny. W jego skład wchodzą m.in. α-pinen, kamfen, p-cymen, limonen, linalol, geraniol, borneol i z udziałem 8% mirystycyny, odpowiadającej za działanie toksyczne i halucynogenne gałki. Pozostałą jej część stanowią m.in. skrobia, węglowodany, saponiny, lipazy.
Gałkę muszkatołową cechuje intensywny aromat i słodkawy smak, które odpowiadają za główne jej zastosowania. 

### Psychoaktywność i toksyczność
W małych ilościach gałka muszkatołowa nie powoduje widocznych zmian fizjologicznych lub neurologicznych. Spożyta w ilości 5–15 gramów ma działanie psychoaktywne z powodu obecności mirystycyny. Ze względu na towarzyszące nieprzyjemne efekty uboczne, rzadko jest stosowana w celach rekreacyjnych. Duże ilości, rzędu 60 g (~12 łyżeczek) i więcej, są niebezpieczne, powodując konwulsje, palpitacje, nudności, w niektórych przypadkach odwodnienie i ogólne uczucie bólu. Po zażyciu dużych ilości doświadczano silnego działania delirycznego. Osoby spożywające gałkę w znacznych ilościach mówią o nieprzyjemnych, trudnych doświadczeniach, włączając w to zaburzenia widzenia (halucynacje) i w wielu przypadkach stany lękowe. Innym efektem spożycia gałki w nadmiernych ilościach jest uczucie oszołomienia związane z napływem krwi do głowy. Objawy ostrego zatrucia mirystycyną są podobne do zatrucia atropiną (wysuszenie jamy ustnej, tachykardia, zaczerwienienie twarzy), poza tym występują bóle głowy, pocenie się, apatia. Ryzyko ciężkiego zatrucia jest tym większe, że objawy pojawiają się z opóźnieniem od kilku godzin nawet do trzech dni.
Do 2001 r. opisano jeden przypadek śmiertelny po spożyciu gałki muszkatołowej w kombinacji z flunitrazepamem. W okresach szerszego stosowania gałki jako środka poronnego (głównie XIX wiek) przypadki śmierci opisywane są jako liczne.

## Zastosowania
Gałka muszkatołowa wykorzystywana jest przede wszystkim kulinarnie. Używa się jej w postaci sproszkowanej, jednak ze względu na szybką utratę zapachu i walorów smakowych, często sprzedawane są całe jądra nasion, które ściera się bezpośrednio przed dodaniem do żywności. Najbardziej pożądane są nasiona kuliste, zwarte, oleiste i ciężkie. Do ich starcia wykorzystywany może być specjalny rodzaj tarki. Tarki mechaniczne do gałki nazywane są „młynkami”. 
W większości krajów stosuje się ją przede wszystkim do słodkich wypieków (ciast, zwłaszcza pierników), deserów i słodyczy. Europejczycy chętnie dodają ją do potraw z ziemniaków oraz do przetworzonych produktów mięsnych. W Europie zachodniej przyprawia się nią również mięsa, zupy, sosy serowe (w tym fondue)  oraz sos beszamelowy. Dodaje się ją do gorących napojów takich jak grzane wino, grzany cydr, eggnog, kawa mokka, ale też do mrożonej cloud coffee.  W kuchni indyjskiej gałka muszkatołowa znana jest jako dżaiphal i używana przede wszystkim do deserów i słodyczy, ale też do potraw warzywnych i mięsnych. Wchodzi w skład niektórych masal, np. Kashmiri masala używanej m.in. do potraw z baraniny (np. Rogan dźosz) i curry z kurczakiem. Znajduje się też w wielu mieszankach przyprawowych do japońskiego curry. W kuchni etiopskiej gałka muszkatołowa jest ważnym składnikiem mieszanki Berbere, używanej do potraw mięsnych, w tym też rybnych. W kuchniach środkowowschodnich gałką muszkatołową przyprawia się często dania wytrawne.
W przemyśle spożywczym stosowany bywa olejek (eteryczny) z gałki muszkatołowej, który, w przeciwieństwie do gałki mielonej (lub tartej), nie pozostawia wyczuwalnych cząstek w produktach. Aromatyzuje się nim tytoń. Znajduje on też zastosowanie w produktach farmaceutycznych i perfumiarskich. Masło lub balsam muszkatowy (Ceratium Nusticae) pozyskiwane z gałki jest szeroko stosowane zarówno w przemyśle spożywczym, jak i w kosmetyce i lecznictwie. 
Gałka muszkatołowa uważana jest za afrodyzjak. Poza tym gałka była i bywa wykorzystywana do odurzania się i wywoływania poronień. Odurzano się nią głównie w amerykańskich więzieniach, w Indonezji i Egipcie – objawy w postaci poczucia bezosobowości, niepokoju, rzadko halucynacje i pobudzenie ruchowe następują w kilka godzin po spożyciu dwóch gałek. Gałka muszkatołowa jako środek poronny wykorzystywana była głównie w XIX wieku oraz w USA do lat 50. XX wieku. Wykorzystanie jej w tym celu opisywane jest jako śmiertelnie niebezpieczne, ponieważ dawka poronna zbliżona jest do śmiertelnej.

## Historia
Muszkatołowiec korzenny, z którego pozyskuje się gałkę muszkatołową, pochodzi z Moluków. Gałka znana była już w starożytnych Indiach – wzmiankowana jest w Ajurwedzie. Do Europy przyprawa dotarła najpóźniej w IX wieku. Bizantyjscy mnisi zgromadzeni wokół Teodora Studyty przyprawiali nią spożywany w dni postne kleik z suszonego grochu. W XII wieku była już dobrze znana na kontynencie. Po dotarciu w 1514 roku do Moluków Portugalczykom udało się zdobyć monopol na handel tą przyprawą. W 1605 ich pozycję przejęli siłowo Holendrzy, którzy zdobyli kontrolę nad archipelagiem. Ograniczyli oni uprawy muszkatołowca do określonych, ufortyfikowanych wysp (na pozostałych eliminując ten gatunek). Nielegalny handel lub uprawa karane były śmiercią. Nasiona w celu uniemożliwienia kiełkowania, przed sprzedażą kąpano w mleku wapiennym. W 1770 roku Francuzi po zdobyciu pewnej liczby siewek lub zdolnych do kiełkowania nasion podjęli uprawę muszkatołowca na Mauritiusie. Później przenieśli go także do innych kolonii. Brytyjczycy, którzy okupowali Moluki w latach 1796–1802, dokonali szeregu introdukcji muszkatołowca najpierw w Penangu, następnie w innych swoich koloniach. W 1820 muszkatołowiec uprawiany był już intensywnie na Zanzibarze i Sumatrze, a po 1843 na szczególnie dużą skalę wprowadzono go do upraw na Grenadzie.

## Produkcja
Jedno drzewo muszkatowe, zaczynające owocowanie w wieku 8–9 lat, dostarcza corocznie ok. 1–2 tys. sztuk nasion. Owoce zrywane są przed dojrzeniem po osiągnięciu masy ok. 45–60 g. Zbiór wykonywany jest zwykle ręcznie trzy razy do roku. Z owoców wydobywa się nasiona i delikatnie pozyskuje osnówkę, a następnie suszy je przez 4–8 tygodni. W trakcie suszenia nasiona muszkatołowca tracą około 25% swojej wagi. Po wysuszeniu jądro nasiona łatwo oddziela się od łupiny. Po jego wydobyciu zwiększa się jego trwałość i odporność na patogeny – dawniej przez kąpiel wapienną, a współcześnie przez fumigację. Po tym zabiegu uzyskiwana jest gałka muszkatołowa gotowa do obrotu handlowego i stosowania.
Szacowana roczna wielkość produkcji gałki muszkatołowej według raportu Organizacji Narodów Zjednoczonych ds. Wyżywienia i Rolnictwa (FAO) z 1994 roku wynosiła od 10 do 12 tys. ton, a kwiatu muszkatołowego od 1,5 do 2 tys. ton. Zarówno produkcja jak i eksport zdominowane są przez Indonezję (75% światowego rynku) i Grenadę (20%). Produkcję prowadzi się także w Indiach, Malezji, Papui-Nowej Gwinei, Sri Lance i niektórych krajach Małych Antyli.

## Zamienniki
Blisko spokrewnioną przyprawą jest kwiat muszkatołowy (zwany także macis – Flos Macidis, Macis), otrzymywany z osnówki otaczającej nasiono gałki muszkatołowej. Jest on zbliżony w smaku, choć bardziej subtelny. Z tego też względu częściej stosowany jest do przyprawiania potraw słonych. Olejek z kwiatu muszkatołowego jest zamiennikiem olejku z gałki.
Pozbawione walorów smakowych oraz aromatu właściwej gałki muszkatołowej, ale podobne do niej nasiona spokrewnionych gatunków Myristica argentea (gałka papuaska) i Myristica malabarica (gałka bombajska), bywają używane do jej fałszowania. Z kolei nasiona z gatunku Myristica succedanea (także z Moluków) uchodzą za bardziej aromatyczne od gałki muszkatowej, ale są mniejsze i stosowane głównie w Azji Południowej. Znane są pod nazwą gałki Halmahera lub Pala Maba. Jako substytut gałki muszkatołowej wykorzystywane są także owoce Laurelia sempervirens z Ameryki Południowej zwane peruwiańską lub chilijską gałką muszkatołową. Z nasion Monodora myristica pozyskuje się przyprawę zwaną muszkatem kalabessa, przypominającą aromatem gałkę muszkatołową.